# دايسوكي ناكانو (لاعب جمباز فني)
دايسوكي ناكانو (باليابانية: 中野大輔 ) (و. 1982  م) هو لاعب جمباز فني ياباني، ولد في نيغاتا، شارك في الألعاب الأولمبية الصيفية 2004.

## التعليم
تعلم في University of Teacher Education Fukuoka ‏.

## روابط خارجية
- دايسوكي ناكانو على موقع الاتحاد الدولي للجمباز (licence) (الإنجليزية)
- دايسوكي ناكانو على موقع الاتحاد الدولي للجمباز (biography) (الإنجليزية)
- دايسوكي ناكانو على موقع اللجنة الأولمبية الدولية (الإنجليزية)
- دايسوكي ناكانو على موقع أوليمبيديا (الإنجليزية)